# Кибернетика
Кибернетика је наука о управљању ослоњена на:
- теорију информација,
- развој комуникационих модела и
- проучавање повратних спрега, као и
- контролних механизама преношења информација и
- управљања.

Разликује се од емпиријских наука по томе што се не интересује за материјалну форму, него за организацију, образац и комуникацију код целина.

## Историја кибернетике
Кибернетика се у разним земљама развијала на различите начине.
У западним земљама североатлантске алијансе више или мање она се стопила са општом теоријом система и цео ред струка које су били повезени са кибернетиком су се развили у самостална подручја, као на пример:
- информатика,
- вештачка интелигенција или
- неуронска мрежа.

У земљама источног блока кибернетика је у почетку, из чисто идеолошких разлога, сматрана за буржоаску квазинауку. Почела је бити поново прихваћена током 50-их година и на крају је постала кровна дисциплина за многе струке које су се у земљама мимо источног блока осамосталиле. Тако је нпр. у саставу кибернетике била и информатика.